# Ligue anti-fasciste pour la liberté du peuple
 (janvier 2022).
Si vous disposez d'ouvrages ou d'articles de référence ou si vous connaissez des sites web de qualité traitant du thème abordé ici, merci de compléter l'article en donnant les références utiles à sa vérifiabilité et en les liant à la section « Notes et références ».
La Ligue anti-fasciste pour la liberté du peuple (AFPFL) est un rassemblement de partis politiques birmans créé en 1944 et dissous en 1962. Il fut à la tête de la Birmanie durant presque toute son existence.
Il fut fondé par le Parti communiste de Birmanie (CPB) de Thakin Soe, l'armée nationale birmane dirigée par Aung San et le Parti révolutionnaire du peuple (futur Parti socialiste birman) d'U Nu, lors d'une réunion secrète à Pégou en août 1944, sous le nom d'Organisation anti-fasciste, pour résister à l'Occupation japonaise. Il fut renommé après la défaite japonaise pour mettre l'accent sur la lutte de libération nationale contre le colonisateur britannique.

## Combat pour la liberté
Quand en mars 1945 Aung San et l'armée nationale birmane se soulevèrent contre les japonais et le gouvernement fantoche du Dr Ba Maw, ils le firent au nom d'un gouvernement provisoire de l'Organisation anti-fasciste (AFO) dirigé par Thakin Soe. Après des négociations avec les britanniques, l'AFO fut transformé en parti politique sous le nom de Ligue anti-fasciste pour la liberté du peuple (AFPFL). Son premier secrétaire général fut le dirigeant communiste Thakin Than Tun et lorsqu'Aung San quitta l'armée pour revenir dans le jeu politique, il devint président de l'AFPFL en janvier 1946.
L'AFPFL n'était pas un véritable parti politique, mais plutôt un front populaire rassemblant des partis grâce à l'autorité de ses dirigeants, d'abord Aung San, puis U Nu. Des dissensions apparurent rapidement en son sein, tant au sujet de la stratégie que de la nature de l'indépendance. Le Parti communiste de Birmanie (CPB) se scinda en deux : une faction "trotskiste" dirigée par Thakin Soe, le Parti communiste du drapeau rouge, prit les armes dès 1946. Le reste du CPB, maintenant surnommé « communistes du drapeau blanc », continua à coopérer avec l'AFPFL, mais Thakin Than Tun fut obligé de démissionner de son poste de secrétaire général en juillet 1946, remplacé par le socialiste Kyaw Nyein.
Aung San devint de facto premier ministre de Birmanie en septembre 1946, quand il accepta l'invitation du gouverneur britannique à présider le Conseil exécutif. Les communistes l'accusèrent d'être vendu aux britanniques et d'accepter une indépendance fictive, ce qui conduisit à leur expulsion de l'AFPFL en novembre.
L'AFPFL négocia une indépendance totale pour la Birmanie, y compris pour les minorités ethniques : Aung San réussit à réunir les birmans, les Shans, les Kachins et les Chin pour la seconde conférence de Panglong, dont le succès en février 1947 pavait la voie vers l'indépendance. Aux élections qui suivirent en avril, l'AFPFL remporta une victoire éclatante, avec 196 des 202 sièges de l'Assemblée constitutionnelle, mais Aung San fut assassiné avec six membres de son cabinet le 19 juillet. U Nu devint alors premier ministre et président de l'AFPFL.

## Indépendance et guerre civile
La Birmanie devint indépendante le 4 janvier 1948 et le Parti communiste de Birmanie entra dans la clandestinité en mars, après qu'U Nu eut ordonné l'arrestation de ses dirigeants pour incitation à la révolte. D'autres groupes quittèrent l'AFPFL pour rejoindre la rébellion, non seulement la "bande blanche" (Yèbaw Hpyu) de la milice d'Aung San, mais aussi une bonne partie du régiment des fusilliers birmans, commandée par des communistes, qui prit le nom d'Armée révolutionnaire birmane (RBA). Outre l'insurrection communiste, le gouvernement de l'AFPFL se trouva aux prises avec des révoltes ethniques : celle des Karens de l'Union nationale karen (KNU), celle des Môns, celle  des Pa-O et celles des nationalistes et des moudjahidines de l'Arakan.

## Scission de l'AFPFL
À l'exception de deux courtes périodes, U Nu et l'AFPFL restèrent au pouvoir jusqu'au 2 mars 1962, en remportant plusieurs élections.
Les résultats de l'élection de 1956 représentèrent cependant un choc, car une coalition de gauche, le Front national uni (NUF) dirigé par Aung Than, frère aîné d'Aung San, attira 37 % des votes. Le 4 juin 1958, malgré la reprise économique et le succès inattendu de l'offre d'U Nu « les armes contre la démocratie », qui vit se rendre de nombreux groupes rebelles comme l'ancienne "bande blanche", le parti se divisa en deux factions : la faction "Propre" dirigée par U Nu et Thakin Tin (faction Nu-Tin) et la faction "Stable" de l'ancien premier ministre Ba Swe et de Kyaw Nyein (faction Swe-Nyein). Le 8 juin, le gouvernement d'U Nu survécut à une motion de censure parlementaire par seulement 8 voix, grâce au soutien du NUF. Cet épisode conforta la crainte des "durs" de l'armée de voir les communistes revenir dans le jeu politique. Ils étaient en outre toujours confrontés à une insurrection multiple et aux pressions politiques du mouvement fédéraliste Shan. La situation déboucha en 1958 sur l'établissement d'un "gouvernement transitoire" dirigé par le général Ne Win, qui organisa les élections de 1960. Celles-ci furent largement remportées par la faction "Propre" d'U Nu.

## Politiques
Durant sa période au pouvoir, la Ligue anti-fasciste pour la liberté du peuple mena une politique nationaliste basée sur l'unité et le consensus, renforça la démocratie parlementaire et encouragea une économie mixte où coexistaient des entreprises publiques et privées. Il dut lutter presque sans arrêt contre des groupes rebelles communistes, socialistes et ethniques, ainsi que contre les troupes du Kuomintang établies dans le nord du pays après la prise du pouvoir des communistes en Chine (elles furent expulsées en 1955). Il mena une politique étrangère de stricte neutralité, participant en avril 1955 à la conférence de Bandung de 1955 et refusant, malgré l'insurrection communiste, d'adhérer à l'Organisation du traité de l'Asie du Sud-Est (OTASE) en raison du support des États-Unis au Kuomintang.

## Fin de l'AFPFL
Le 2 mars 1962, le gouvernement fut renversé par un coup d'État du général Ne Win, qui commença immédiatement à réprimer toute opposition. Les dirigeants de l'AFPFL et des minorités ethniques furent jetés en prison. Ne Win créa alors un parti politique, le Parti du programme socialiste de Birmanie (BSPP), avant d'interdire tous les autres par décret en 1964.
L'AFPFL fut remplacé par d'autres structures plus adaptées à l'opposition au régime.

## Traduction
- (en) Cet article est partiellement ou en totalité issu de l’article de Wikipédia en anglais intitulé « Anti-Fascist People's Freedom League » (voir la liste des auteurs).